# + y más...
+ y más es el título del sexto álbum de estudio grabado por la cantautora chilena Myriam Hernández Fue lanzado al mercado bajo el sello discográfico Sony Discos el 29 de agosto de 2000. El álbum fue producido por Humberto Gatica, coproducido por la propia artista, Walter Afanasieff, Celso Valli, Estéfano, Lester Méndez, Rudy Pérez y Kike Santander. Este es el último disco con la discográfica Sony Discos, porque en 2003, retoma un contrato con EMI Latin.
Se trata de un álbum donde tiene una temática diferente que los anteriores, el disco combina canciones románticas con elementos más actuales dentro de la música pop, junto a toques electrónica. El álbum cuenta con 10 canciones y se desprenden sencillos como la balada romántica Si yo me vuelvo a enamorar, la power ballad Mañana y el tema Una vez más, versión en español del clásico de la década de los 80's One more time del cantautor estadounidense Richard Marx.

## Lista de canciones
| + y más... |                              |                                          |               |          |  |
| N.º        | Título                       | Escritor(es)                             | Productor(es) | Duración |  |
| 1.         | «Quién cuidará de mí»        | Myriam Hernández                         |               | 4:00     |  |
| 2.         | «Cenicienta de tu amor»      | Myriam Hernández                         |               | 5:38     |  |
| 3.         | «No llegarás muy lejos»      | Tatiana Bustos                           |               | 4:44     |  |
| 4.         | «Por ti»                     | Daniel Betancourt                        |               | 4:52     |  |
| 5.         | «Mañana»                     | Tatiana Bustos                           |               | 4:41     |  |
| 6.         | «Si te vas»                  | Juan Andrés Ossandon · Tatiana Bustos    |               | 3:51     |  |
| 7.         | «Qué te ha dado ella»        | Daniel Betancourt                        |               | 4:25     |  |
| 8.         | «Si yo me vuelvo a enamorar» | Rudy Pérez                               |               | 4:00     |  |
| 9.         | «Leña y fuego»               | Gustavo Santander                        |               | 3:53     |  |
| 10.        | «Una vez más»                | Richard Marx Adapt: al español: Estéfano |               | 4:12     |  |

© MM. Sony Music Entertainment Chile Ltda.